# Петтерсон, Юсефина Фрида
Юсефина Фрида Петтерсен ныне более известная под своим сценическим именем Юсефина Фрида (норв. Josefine Frida; род. 18 мая 1996, Сигдал, Бускеруд, Эстланн, Норвегия) — норвежская актриса театра, кино и телевидения. Приобрела широкую известность после выхода телесериала «Стыд», в котором сыграла одну из главных ролей.

## Карьера
C 2014 года Юсефина дебютировала на телевидении сыграв небольшую роль в сериале «Следующим летом» (норв. Neste sommer), но уже в 2015 году получила роль Нуры в телесериале «Стыд» от NRK, которая впоследствии принесла ей мировую популярность. В 2016 году за эту роль она впервые была номинирована на ежегодную премию норвежской телеиндустрии «Gullruten Award» в категории „Приз зрительских симпатий“. Сериал привлёк активную международную фан-базу в социальных сетях, где поклонники продвигали переводы, чтобы помочь в понимании сюжета. Шоу неоднократно попадало в международные заголовки из-за всплеска популярности по всему миру. Помимо съёмок на телевидении Юсефина участвует в театральных постановках, весной 2017 года она исполнила роль Саманты Фокс в мюзикле «Робин Гуд» (норв. Robin Hood – Rai Rai i Sherwoodskogen), а также роль в пародийном спектакле «Битва при Тестиклестаде» (норв. Slaget på Testiklestad). В этом же году была приглашена в качестве актрисы озвучивания на роль Смурфетты в анимационном фильме «Смурфики: Затерянная деревня» для норвежского кинопроката. В 2019 году дебютировала на большом экране с главной ролью Мирьям Хейн в художественном фильме «Диско».

## Фильмография
| Год       |     | Русское название             | Оригинальное название             | Роль                                         |
| --------- | --- | ---------------------------- | --------------------------------- | -------------------------------------------- |
| 2014—2015 | с   | Следующим летом              | Neste sommer                      | Софи (норв. Sofie)                           |
| 2015—2017 | с   | Стыд                         | Skam                              | Нура Амалия Сатре (норв. Noora Amalie Sætre) |
| 2017      | мф  | Смурфики: Затерянная деревня | Smurfene: Den hemmelige landsbyen | Смурфетта (англ. Smurfette)                  |
| 2018      | кор | Приземлившаяся               | Grounded                          | Элин Эрссон (швед. Elin Ersson)              |
| 2019      | ф   | Диско                        | Disco                             | Мирьям Хейн (норв. Mirjam Hane)              |
| 2020      | ф   | Прощай, Марианна             | So Long Marianne                  | Марианна Ихлен (норв. Marianne Ilhen)        |
| 2021      | с   | Призывники                   | Førstegangstjenesten              | Аврора (норв. Aurora)                        |
| 2022      | с   | Дофамин                      | Dopamin                           | Ида Эвенсен (норв. Ida Evensen)              |

### Роли в театре
| Год  | Русское название                      | Оригинальное название                       | Роль         | Режиссёр   | Театр            |
| ---- | ------------------------------------- | ------------------------------------------- | ------------ | ---------- | ---------------- |
| 2017 | Робин Гуд – Рай Рай в Шервудском лесу | норв. Robin Hood – Rai Rai i Sherwoodskogen | Саманта Фокс | Мэдс Боунс | Театр Трёнделаг  |
| 2017 | Битва при Тестиклестаде               | норв. Slaget på Testiklestad                | распутница   | Мэдс Боунс | Театр Трёнделаг  |
| 2018 | Волосы                                | англ. Hair                                  | Крисси       | Лиза Кент  | Новый театр Осло |

## Награды и номинации
| Награды и номинации | Награды и номинации | Награды и номинации       | Награды и номинации | Награды и номинации |
| Год                 | Награда             | Категория                 | Работа              | Итог                |
| ------------------- | ------------------- | ------------------------- | ------------------- | ------------------- |
| 2016                | Gullruten           | Приз зрительских симпатий | Стыд                | Номинация           |
| 2020                | Аманда              | Лучшая женская роль       | Диско               | Номинация           |